# Kaduvalli, Mudigere
Kaduvalli là một làng thuộc tehsil Mudigere, huyện Chikmagalur, bang Karnataka, Ấn Độ.